# Carex elytroides
Carex elytroides är en halvgräsart som beskrevs av Elias Fries. Carex elytroides ingår i släktet starrar, och familjen halvgräs. Inga underarter finns listade i Catalogue of Life.